# Windvermogensverwachting
Een windvermogensverwachting geeft de productie van een windturbine in de nabije toekomst. Meestal gaat het om perioden tussen 1 en 48 uur vooruit, met het accent op het volgende etmaal, maar kortere perioden (tot een kwartier vooruit) komen ook voor. Langere perioden (3 tot 9 dagen vooruit) daarentegen niet hoewel die wel mogelijk zijn. Zo'n voorspelling is vergelijkbaar met een weersverwachting, maar dan met het vermogen (kilowatt) of de energie (kilowattuur) in plaats van de temperatuur of de neerslag. Een ander verschil is dat windvermogenverwachtingen worden afgegeven als een continue reeks met kwartierwaarden.

## Weersverwachtingen voor windturbines
Het weer wordt beschreven met een aantal technische parameters. Vier daarvan zijn nodig bij het voorspellen van het windvermogen: de windsnelheid, de windrichting, de temperatuur en de druk. Daarnaast, en dat maakt een verschil met de weersverwachtingen, speelt de vermogenscurve van de windturbine een rol. Deze vermogenscurve geeft het verband tussen de windsnelheid op ashoogte en het vermogen van de turbine.
Een windvermogensverwachting komt nu als volgt tot stand:
- Een weersverwachting geeft de verwachte windsnelheid op ashoogte,
- De vermogenscurve geeft het verwachte vermogen bij die verwachte windsnelheid voor een standaardwaarde van de luchtdichtheid,
- De weersverwachting geeft, met de verwachte temperatuur en de verwachte druk als tussenstap, de verwachte luchtdichtheid,
- Het verwachte vermogen wordt gecorrigeerd voor het verschil tussen de standaardwaarde en de verwachte waarde van de dichtheid.

Er zijn dus drie invloedfactoren: de windsnelheid, de vermogenscurve en de dichtheid.
De weersverwachting die aan een windvermogenverwachting ten grondslag ligt wordt afgegeven door een meteorologisch instituut. In Nederland is dat het KNMI, dat 4 keer per dag uitgaande van het atmosfeermodel irlam verwachtingswaarden geeft voor de windsnelheid, de windrichting, de temperatuur en de druk voor de eriode tussen 0 en 48 uur vanaf het moment waarop de waarnemingen zijn verzameld. Omdat het enige tijd duurt voordat de waarnemingen zijn gecontroleerd, het model is gedraaid, de uitkomsten zijn gecontroleerd, en de verwachtingen zijn gedistribueerd, begint de bruikbare periode vanaf 4 uur nadat de waarnemingen zijn verzameld. De periode van 0 tot 4 uur na verzamelen van de waarnemingen is een blinde periode voor verwachtingen uit een atmosfeermodel.
Opeenvolgende verwachtingen kunnen onderling sterk verschillen door wijzigingen in de weersituatie. Het verdient daarom aanbeveling altijd de meest recente verwachting te gebruiken.

## Atmosfeermodellen
Meteorologische instituten gebruiken bij het opstellen van weersverwachtingen op korte en iets langere termijn atmosfeermodellen. Dit zijn numerieke benaderingen van de natuurkundige beschrijving van de toekomstige toestand van de atmosfeer boven een deel van het aardoppervlak, die regelmatig met behulp van supercomputers uitgerekend worden. Elke berekening start met een zo actueel mogelijke begintoestand op basis van waarnemingen. Het rekenresultaat is de waarde van enkele grootheden per roosterpunt en voor een aantal stappen vooruit in de tijd.
Om een aantal redenen geven de modellen een benadering van de werkelijkheid. Ten eerste zijn niet alle atmosferische processen in een model vertegenwoordigd. Daarnaast kan de begintoestand van een berekening onzuiver zijn, en zijn de rekenuitkomsten alleen beschikbaar voor discrete punten in de ruimte (zowel horizontaal als verticaal) en de tijd. Ten slotte verouderen de beginwaarden met het voortgaan van de tijd. Door deze beperkingen zijn atmosfeermodellen alleen hulpmiddel bij het opstellen van weersverwachtingen.
(Atmosfeermodellen zijn overigens niet het enige hulpmiddel omdat er ook andere prognosemethoden bestaan.)
Er zijn vele atmosfeermodellen, variërend van academisch onderzoeksobject tot volledig operationeel instrument. De modellen verschillen behalve in de aard van de modellering (bijvoorbeeld natuurkundige processen of numerieke schema's) in een aantal uiterlijk herkenbare punten. Dit zijn de tijdhorizon (van enkele uren tot zes dagen vooruit), het domein (van een gebied van enkele tienduizenden vierkante kilometers tot ruim de helft van het aardoppervlak), de horizontale resolutie (van een tot ruim honderd kilometer) en de tijdstap (van een tot enkele uren).
Een van die vele atmosfeermodellen is het High Resolution Limited Area Model HIRLAM dat in Europa in gebruik is. Het is overigens beter om te spreken van "een" in plaats van "het" HIRLAM omdat dit model in verschillende versies voorkomt. Deze versies worden door verscheidene nationale instituten onderhouden zodat er naast Nederlandse (KNMI) ook bijvoorbeeld Deense (DMI) en Finse (FMI) versies zijn. Naast operationele versies kent elk instituut versies die pre-operationeel of semi-operationeel zijn, alsmede versies die voor
onderzoek worden gebruikt.
Andere atmosfeermodellen zijn het UKMO-model (Groot-Brittannië), Lokalmodell (Duitsland plus andere landen) en Aladdin (Frankrijk plus andere landen) in Europa en MM5 in de Verenigde Staten.
Voor het maken van weersverwachtingen tot 48 uur vooruit heeft het KNMI een betrekkelijk grofmazig HIRLAM operationeel (horizontale roosterpuntafstand van 22 km). Daarnaast is er een Hirlam operationeel voor verwachtingen tot 24 uur vooruit op het gedetailleerder rooster van 11 km. Hogere resolutie versies zijn beschikbaar voor onderzoeksdoeleinden. In alle gevallen gaat het om uurlijkse of 3-uurlijkse verwachtingswaarden van 10-minutengemiddelden.

## Soort methode: fysisch of statistisch
De genoemde verwachtingswaarden gelden op standaardhoogten en in roosterpunten, en moeten daarom vertaald worden naar de ashoogten en naar de turbinelocaties, rekening houdend met onder andere de ruwheid in de turbineomgeving en de stabiliteit van de lucht. Daarnaast moeten de uurlijkse of 3-uurlijkse 10-minutenwaarden vertaald worden naar een continue reeks 15-minutenwaarden. Voor het maken van deze vertalingen zijn er twee manieren: de fysische en de statistische.
De fysische methode bestaat uit een aantal submodellen die gezamenlijk zorgen voor de vertaling van de windverwachting in een roosterpunt naar de energieverwachting voor een windturbine of windpark. Elk submodel bevat een wiskundige beschrijving van een natuurkundig proces dat relevant is voor deze vertaling. Voorbeelden van submodellen zijn die voor het in rekening brengen van het effect van ruwheid en stabiliteit op de windsnelheid, en van het effect van zoggen op windturbines in parkconfiguratie. Kennis van alle relevante processen is dus een vereiste voor een zuiver fysische methode, zoals de eerste versies van Prediktor (Denemarken).
De statistische methode bestaat ook uit sub-modellen voor de vertaling van roosterpunt-windverwachting naar lokale energieverwachting, maar nu gebaseerd op wiskundige beschrijvingen. De wiskundige beschrijvingen zijn schatters voor de relevante variabelen. Omdat de parameters in de schatters geen universele waarde hebben, moeten de parameterwaarden uit waarnemingen worden afgeleid. Dit kan met bijvoorbeeld recursieve kleinste kwadraten schatting of een neuraal netwerk. Voor een zuiver statistische methode (zoals de eerste versies van WPPT in Denemarken) is het dus nodig om te beschikken over continue waarnemingen om de parameterwaarden actueel te houden.
In de praktijk komen zowel de fysische als de statistische methode niet in zuivere vorm voor. Zo heeft een fysische methode in het algemeen ook een statistisch sub-model om systematische correcties aan te kunnen brengen. Voorbeelden zijn latere versies van Prediktor (Denemarken), Previento (Duitsland), en eWind (Verenigde Staten). En een statistische methode kan schatters hebben die aan de wiskundige beschrijving van een natuurkundig proces zijn ontleend. Voorbeelden hiervan zijn Zephyr en de latere versies van WPPT (Denemarken) en AWPT (Duitsland).
In Nederland wordt de vertaling vanuit het Hirlam aangeboden door de weerbureaus Meteo Consult (samen met Ecofys), Aeolis Forecasting Services en Windunie Trading. Daarnaast doet ECN dit voor onderzoekstoepassingen.

## Waarom windvermogenverwachtingen?
In een elektriciteitsnetwerk moeten de productie en de consumptie in balans zijn, op straffe van storingen.
De netbeheerder Tennet handhaaft de balans op tijdschalen korter dan 15 minuten terwijl marktpartijen verantwoordelijk zijn voor de balans op tijdschalen van 15 minuten en langer. De periode van 15 minuten heet ProgrammaTijdsEenheid (PTE) en een marktpartij ProgrammaVerantwoordelijke (PV).
Handhaving van de balans in het kwartiergemiddelde vermogen is vereist van alle producenten en consumenten die aan het elektriciteitsnet zijn aangesloten. Zij mogen daartoe in groepen verzameld zijn, de zogenaamde Programma's, waardoor de balans op de 15-minutenschaal ook wel ProgrammaBalans wordt genoemd.
ProgrammaBalans wordt nu gehandhaafd door per kwartier de verwachte netto productie/consumptie op nul te plannen (EnergieProgramma, af te geven op de dag voor levering) en de werkelijke netto productie/consumptie te meten (MeetRapport, verschijnt de dag na levering). Als de werkelijke productie ongelijk is aan de werkelijke consumptie, is er sprake van PV-onbalans:
```
PV-onbalans

is

gerealiseerde som van productie en consumptie

minus

voorspelde som van productie en consumptie
.
```

Die PV-onbalans is natuurlijk gecompenseerd door de netbeheerder TenneT en die brengt dat met verschillende tarieven voor positieve en negatieve PV-onbalans bij de PV in rekening. De absolute waarde van de PV-onbalans is dus maatgevend.
Als de productie-eenheden anders dan windenergie en de consumenten buiten beschouwing blijven, vereenvoudigt de PV-onbalans tot:
```
PV-onbalans door windenergie

is

gerealiseerde windproductie

minus

voorspelde windproductie
.
```

In het geval van een positieve wind-PV-onbalans is de gerealiseerde windproductie groter dan de voorspelde windproductie, terwijl dat bij een negatieve wind-PV-onbalans precies andersom is. Vandaar de synoniemen surplus of overschot of invloeden, en shortage of tekort of onttrekken.
Als de overige middelen van balanshandhaving buiten beschouwing blijven, verandert PV-onbalans-wind in
```
PV-onbalans door windenergie

is

voorspelfout windproductie
.
```

Door de asymmetrische behandeling van PV-onbalans is de absolute waarde van de wind-PV-onbalans maatgevend voor de beoordeling of een windvermogenverwachting goed is. Dit betekent dat het niet voldoende is om het windvermogen gemiddeld goed te voorspellen - de trefkans dient groot te zijn. Om een kleine wind-PV-onbalans te krijgen moeten dus zowel de systematische als de toevallige vermogensvoorspelfout klein zijn.
In het voorgaande is de terminologie van de Nederlandse inrichting van balanshandhaving gebruikt. Die inrichting, met clusters van producenten en consumenten, verschilt echter niet van die in andere landen. In de uitwerking is er wel een verschil: In Nederland zijn namelijk marktpartijen verantwoordelijk voor windenergie, terwijl in het buitenland die verantwoording bij de netbeheerders ligt.

### Weermodellen
- HiRLAM-documentatie van het ECMWF
- HiRLAM - Basisgegevens van het KNMI

### Elektriciteitsmarkt (Nederland)
- Elektriciteitsbeurs APX
- Systeemdiensten van de netbeheerder TenneT

### Voorspellers Nederland
- Aanbodvoorspeller duurzame energie
- Windvermogensvoorspelling voor de intraday en de day-ahead markten
- Scirocco
- Ecofys en Meteo Consult

### Voorspellers andere landen
- met het accent op Europa
- eWind (Verenigde Staten)